# Kerstin Kowalski
Kerstin Kowalski, poročena El Qalqili, nemška veslačica, * 25. januar 1976, Potsdam.
Kerstin je skupaj s sestro dvojčico, Manjo za Nemčijo nastopila v dvojnem četvercu, ki je na olimpijskih igrah v Sydneyju osvojil zlato medaljo. Kasneje je zlato medaljo osvojila tudi v dvojnem četvercu na igrah v Atenah.
Poročena je z veslačem Iradjem El Qalqilijem, ki jo je zaprosil na cilju tekme na Olimpijskih igrah v Sydneyju